# Opisthocentrus ocellatus
Opisthocentrus ocellatus är en fiskart som först beskrevs av Tilesius, 1811.  Opisthocentrus ocellatus ingår i släktet Opisthocentrus och familjen taggryggade fiskar. Inga underarter finns listade i Catalogue of Life.